# Alfred Dubs
Alfred Dubs (* 5. prosince 1932, Praha) je britský labouristický politik a bývalý poslanec britského parlamentu. Je jedním z Wintonových dětí - ve věku šesti let v roce 1939 odjel z okupovaného Československa do Londýna vlakem, jehož odjezd zorganizoval Nicholas Winton. O spojitosti svého osudu s Wintonem se Alfred Dubs dozvěděl v roce 1988 z médií.

## Život
Alfred Dubs se narodil v židovské rodině Huberta Dubse a jeho manželky Fridy (Bedřišky) Ortner. Rodina otce pocházela ze severních Čech, rodina matky z Rakouska. Žili však v Holečkově ulici na pražském Smíchově. Jeho otec podnikal se svými bratranci v obchodu s bavlněným textilem.
Po nacistické okupaci Československa v březnu 1939 jeho otec uprchl do Anglie. Pak se tam sešel se synem a nakonec i s manželkou.
Alfredův otec však brzy nato zemřel. Alfred chodil asi dva roky do školy pro české děti ve Walesu, kterou zřídila česká exilová vláda.
Vystudoval London School of Economics. Od roku 1970 se neúspěšně pokoušel získat křeslo v britském parlamentu. Zvolen byl roku 1979 a v Dolní sněmovně zasedal až do roku 1987. V následujících sedmi letech byl ředitel Rady pro uprchlíky (Refugee council).
V roce 1994 získal titul baron Dubs a stal se doživotním peerem. Během evropské migrační krize se opět velmi angažoval ve prospěch uprchlíků, zejména dětí.

## Ocenění
V listopadu 2019 obdržel Stříbrnou medaili Jana Masaryka.